# 사공성근
사공성근(1990년 ~) 은 대한민국의 기자, 전 아나운서이다.

## 학력
- 중앙대학교 공공인재학과 졸업

## 경력
- 2022년 ~ SBS 기자
- 채널A 베이징 특파원
- 채널A 기자
- 2016년 TBC 대구경북 방송 아나운서
- 2015년 SPOTV 아나운서

## 현재 진행 프로그램
- 2025년 7월 21일 ~ 현재 : SBS 8 뉴스 (평일 진행)

## 과거 진행 프로그램
- TBC 굿모닝 뉴스
- 2024년 7월 6일 ~ 2024년 12월 28일 : 모닝와이드 (주말 진행)
- 2024년 12월 30일 ~ 2025년 7월 18일 : 모닝와이드 (평일 진행)